# Callionymus afilum
Callionymus afilum là một loài cá biển thuộc chi Callionymus trong họ Cá đàn lia. Loài này được mô tả lần đầu tiên vào năm 2000.

## Danh pháp khoa học
Trong tiếng Latinh, afilum trong danh pháp khoa học của loài cá này có nghĩa là "không có vây chỉ", ám chỉ việc thiếu những sợi vây nhỏ ở vây lưng thứ nhất của cá đực.

## Phân bố và môi trường sống
C. afilum có phạm vi phân bố ở Tây Nam Thái Bình Dương. Loài này được biết đến tại Úc (từ Tây Úc về phía nam đến 20°16'N; Lãnh thổ Bắc Úc; eo biển Torres) và Papua New Guinea. C. afilum sống trên đáy cát, được tìm thấy ở độ sâu từ 36 đến 80 m.

## Mô tả
Chiều dài tối đa được ghi nhận ở C. afilum là khoảng 19,5 cm. C. afilum là loài dị hình giới tính. Màu sắc của các mẫu tiêu bản (cá đực và cá mái) được bảo quản trong rượu: Đầu và thân có màu nâu; bụng trắng. Ngực màu trắng, với một đốm đen nhỏ hình trái tim ở cá đực; nhưng ngực cá mái chỉ có màu trắng trơn. Mắt và má có một vài đốm lớn màu nâu sẫm. Mặt trên của đầu và thân có những đốm trắng; hai bên của cơ thể phía dưới đường bên với một hàng các đốm nhỏ màu nâu sẫm. Vây lưng thứ nhất màu nâu, ở cả hai giới đều có một đốm đen lớn trên màng vây thứ 3. Vây lưng thứ hai có 3 – 4 đốm nâu trên mỗi tia vây. Vây hậu môn màu trắng ở gốc; màu đen ở sát rìa vây. Rìa dưới của vây đuôi màu đen; nửa trên có 5 – 6 hàng đốm nâu. Vây ngực trong suốt với một vài đường sọc mờ ở nửa trên. Vây bụng màu trắng hoặc nâu nhạt, có nhiều đốm nhỏ màu nâu.
Số gai ở vây lưng: 4; Số tia vây mềm ở vây lưng: 9; Số gai ở vây hậu môn: 0; Số tia vây mềm ở vây hậu môn: 8; Số tia vây mềm ở vây ngực: 18 - 20; Số gai ở vây bụng: 1; Số tia vây mềm ở vây bụng: 5.